# 안산국제거리극축제
안산국제거리극축제(영어: Ansan Street Arts Festival)는 대한민국 경기도 안산시 주관으로 안산문화광장을 중심으로 개최되는 지역 축제이다.
안산 거리 예술제가 안산에서 열렸다. 서커스, 저글링, 퍼레이드, 공연과 같은 소규모 공연이 거리에서 개최된 적은 있지만, 거리 공연이 유일한 초점이자 주제가 되는 연례 축제는 이번이 처음이다. 이 축제는 거리에 문화 유적지를 조성하고 이를 변화시키는 것을 목표로 한다. 한국 예술가뿐만 아니라 외국 예술가들도 공연한다. 안산에서는 스트리트 스쿨과 AISA CLUB 프로그램과 관련된 많은 사람들이 축제에 참여한다. 이들은 연극을 공연하거나 예술 설치물을 만들거나 제품을 구매할 수 있으며 참가자는 신문 공고를 통해 모집된다.

## 역사
안산국제거리극축제는 대내외적으로 도시를 홍보하면서 즐거운 공연과 예술적 감상을 제공하기 위해 2005년에 시작되었다. 이전에 서커스, 저글링, 퍼레이드, 공연 등 소규모 쇼가 거리 곳곳에서 펼쳐졌지만, 거리공연을 테마로 잡은 행사는 이 축제가 처음이자 국내 최대규모이다. 
2005년 5월에 처음으로 축제를 개최하였고 2010년 안산문화광장이 조성되기 전까지는 안산문화예술의전당, 안산호수공원 등지에서 개최하였다.. 주로 아시아를 비롯한 세계 여러 예술가들의 거리공연, 전시작품 등 여러 프로그램이 구성되어 있다. 
단, 2010년과 2014년 행사는 천안함 피격 사건과 세월호 침몰 사고의 조의 차 취소된 적이 있었으며 2020년에 개최되기로 하였던 2020 안산국제거리극축제는 코로나19 사태의 영향으로 개최가 취소되어 개최 취소는 2005년 개최 이래 2010년, 2014년 그리고 2020년 축제 총 3회이다.
2019년 안산국제거리극축제는 경기도의 12대 관광유망축제로 선정되기도 하였으며. 같은 해 3월 28일, 축제 역사상 처음으로 대한항공을 공식항공사로 지정, 협력관계를 체결, 외국 거리예술감독과 거리예술가들의 참가편의를 제공하였다. 2021년, 경기도는 안산거리극축제를 2021 경기관광대표축제로 선정하였으며 개최 이래 처음을 전 일정을 온라인을 통한 비대면으로 개최하였다.

## 프로그램
안산거리극축제는 국내외 초청 공연, 거리 예술가들의 워크숍, 거리 연극 학교, 국제 심포지엄, 다문화 축제 등 다양한 기획 프로그램을 통해 거리 예술의 매력을 선보여왔다. 타악기 공연, 불꽃 퍼포먼스, 코믹 음악 쇼, 대형 퍼펫, 저글링, 서커스, 마술, 마임, 춤, 음악 등 다채로운 공연이 펼쳐지며, 거리 예술의 창의성과 실험 정신을 경험할 수 있다.
제14회 안산국제거리극축제는 안산문화광장에서 개최되며, 14개국 108개 공연팀이 참여한다. 공식 초청 공연, 거리 예술 플랫폼, 광대의 도시 등 다양한 프로그램이 운영되며, 폐막 프로그램과 함께 ‘안산 리서치 3’로 이어질 예정이다.

### 공연 프로그램
- 개막작 및 폐막작: 축제의 시작과 끝을 장식하는 특별한 공연으로, 매년 독창적이고 감동적인 무대를 선보입니다.
- 공식 참가작: 국내외 우수한 거리 예술 작품들을 엄선하여 소개하며, 다양한 장르의 공연을 감상할 수 있습니다.
- 광대의 도시: 유쾌한 광대들이 펼치는 퍼포먼스로 도시 전체를 활기차게 만들며, 관객들과의 소통을 중요시합니다.
- 무경제지대: 기존의 형식과 틀을 벗어난 실험적이고 창의적인 공연들이 펼쳐지는 공간으로, 새로운 예술적 시도를 경험할 수 있습니다.
- 안산리서치: 안산 지역의 역사와 문화를 바탕으로 한 작품들을 창작하고 발표하는 프로그램으로, 지역성과 예술성이 어우러집니다.
- ASAFringe: 독립 예술가들과 단체들이 자유롭게 참여하여 다양한 공연을 선보이는 장으로, 예술의 다양성과 창의성을 만끽할 수 있습니다.

### 기획 프로그램
- 어린이공간: 어린이들을 위한 맞춤형 공연과 체험 프로그램을 제공하여 가족 단위 관객들에게 즐거움을 선사합니다.
- 청소년공간: 청소년들이 직접 참여하고 즐길 수 있는 프로그램으로, 예술적 감수성과 창의력을 키울 수 있는 기회를 제공합니다.
- 숲 속 쉼터: 자연 속에서 힐링할 수 있는 공간으로, 공연 관람 외에도 휴식과 여유를 즐길 수 있습니다.
- 뮤직 스트리트: 다양한 장르의 음악 공연이 거리 곳곳에서 펼쳐지며, 도시 전체를 음악으로 물들입니다.
- 상권 활성화 공연: 지역 상권과 연계한 공연으로, 지역 경제 활성화에 기여하며 예술과 경제의 상생을 도모합니다.
- 시민버전: 시민들이 직접 기획하고 참여하는 프로그램으로, 지역 주민들의 창의성과 참여를 독려합니다.
- 커뮤니티센터: 예술가와 시민들이 교류하고 소통할 수 있는 공간으로, 다양한 워크숍과 토론이 진행됩니다.

### 부대 프로그램 & 특별 이벤트
- 거리 연극 학교 (거리 연극 제작 및 공연 훈련 프로그램)
- AKSSA 클럽 (청소년들이 쉽게 축제를 즐길 수 있는 프로그램)
- 페스티벌 하우스 (예술가들의 교류와 휴식을 위한 공간)
- 창의 포럼 (거리 예술 발전을 위한 전문가 회의)
- 게릴라 공연 (축제 분위기를 고조시키는 거리 퍼포먼스)
- 이벤트 (예술 놀이터, 다문화 음식 체험 등)
- 안산국제거리예술포럼 (국내외 거리 예술 전문가들이 모여 거리 예술의 현재와 미래에 대해 논의하는 장으로, 예술적 담론을 형성)
- 청년예술직판장 4989 (청년 예술가들이 직접 자신의 작품을 판매하고 홍보할 수 있는 공간으로, 신진 예술가들의 성장과 교류를 지원)

## 특징
안산 거리 예술제는 거리 공연과 관객 참여형 프로그램을 포함하는 독특한 형식으로 구성되어 있다. 매년 국내외 거리 예술가들이 초청되어 다양한 퍼포먼스를 선보이며, 시민들이 직접 예술 활동에 참여할 기회를 제공한다. 또한, 거리와 광장을 무대로 삼아 도시 공간을 예술의 장으로 변화시키는 것을 목표로 한다.

## 영향 및 중요성
안산 거리 예술제는 지역 사회의 문화 활성화에 기여하며, 예술을 보다 접근 가능하게 만드는 데 중요한 역할을 하고 있다. 또한, 다문화 도시인 안산의 특성을 반영하여 다양한 문화적 배경을 가진 사람들이 함께 어우러질 수 있는 공간을 조성한다. 이 축제는 경기도에서 선정한 10대 관광 축제 중 하나로 매년 약 7만 명의 관람객을 끌어들이고 있다.

## 장소
축제는 안산문화광장 일대에서 개최된다. 고잔동에 위치한 이 광장은 물의 광장, 전망대, 숲, 갤러리로 이루어져 있으며, 축제에 참가하는 퍼레이드는 이 광장들을 지나며 진행된다.

## 연혁
| 회차 | 개최일시                           | 슬로건                  | 비고                                   |
| ---- | ---------------------------------- | ----------------------- | -------------------------------------- |
| 1회  | 2005년 5월 20일 ~ 2005년 5월 22일  | 없음                    |                                        |
| 2회  | 2006년 5월 5일 ~ 2006년 5월 7일    | 없음                    |                                        |
| 3회  | 2007년 5월 4일 ~ 2007년 5월 6일    | 없음                    |                                        |
| 4회  | 2008년 5월 3일 ~ 2008년 5월 5일    | 거리를 즐기자           |                                        |
| 5회  | 2009년 5월 2일 ~ 2009년 5월 4일    | 거리에서 Bravo          |                                        |
| 6회  | 2010년 5월 1일 ~ 2010년 5월 5일    | 거리에서 꿈을 꾸다      | 천안함 피격 사건 추모에 따른 개최 취소 |
| 7회  | 2011년 5월 5일 ~ 2011년 5월 8일    | 없음                    |                                        |
| 8회  | 2012년 5월 4일 ~ 2012년 5월 6일    | 없음                    |                                        |
| 9회  | 2013년 5월 3일 ~ 2013년 5월 5일    | 없음                    |                                        |
| 10회 | 2014년 5월 3일 ~ 2014년 5월 5일    | 없음                    | 세월호 침몰 사고 추모에 따른 개최 취소 |
| 11회 | 2015년 5월 5일 ~ 2015년 5월 8일    | 없음                    |                                        |
| 12회 | 2016년 5월 3일 ~ 2016년 5월 5일    | 없음                    |                                        |
| 13회 | 2017년 5월 5일 ~ 2017년 5월 7일    | 없음                    |                                        |
| 14회 | 2018년 5월 5일 ~ 2018년 5월 7일    | 없음                    |                                        |
| 15회 | 2019년 5월 4일 ~ 2019년 5월 6일    | Welcome to the Street A |                                        |
| 16회 | 2020년 5월 1일 ~ 2020년 5월 3일    | Steet A for HUMAN       | 코로나19 판데믹에 따른 개최 취소       |
| 17회 | 2021년 10월 5일 ~ 2021년 10월 10일 | 다시, 두근!거리다       | 코로나19 판데믹에 따른 온라인 개최     |
| 18회 | 2022년 5월 5일 ~ 2022년 5월 7일    | 도시놀이터, 안산        |                                        |
| 19회 | 2023년 5월 5일 ~ 2023년 5월 7일    | #광장 #도시 #숲 #횡단   |                                        |

## 후원
- AHC
- 경기도
- 경기관광공사
- 대한항공
- 문화체육관광부
- 안산중앙신협
- 안산시
- 안산문화재단
- 한국문화예술위원회

## 같이 보기
- 대한민국의 축제 목록
- 아시아의 축제 목록

## 화보

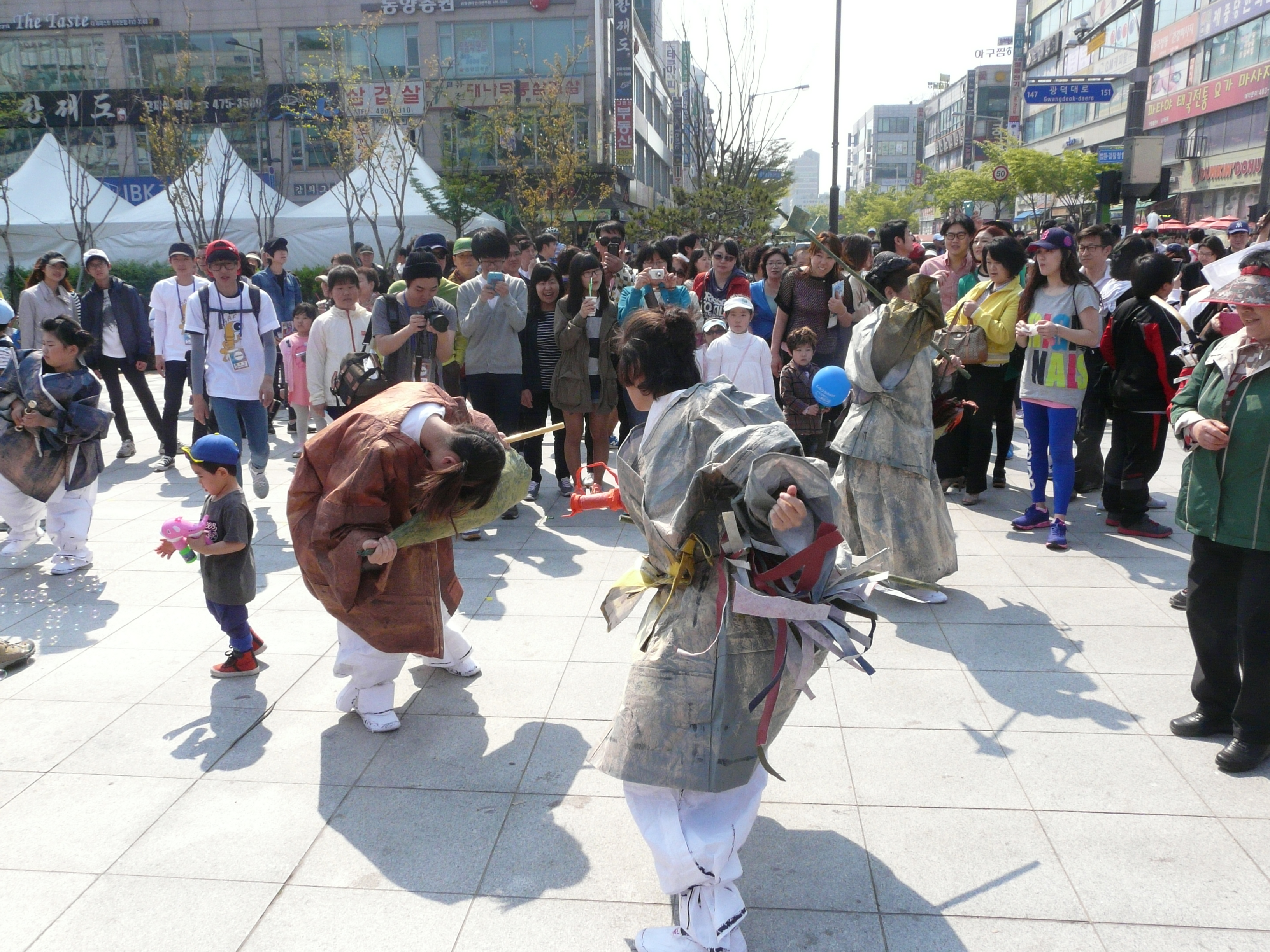
2013년 안산국제거리극축제
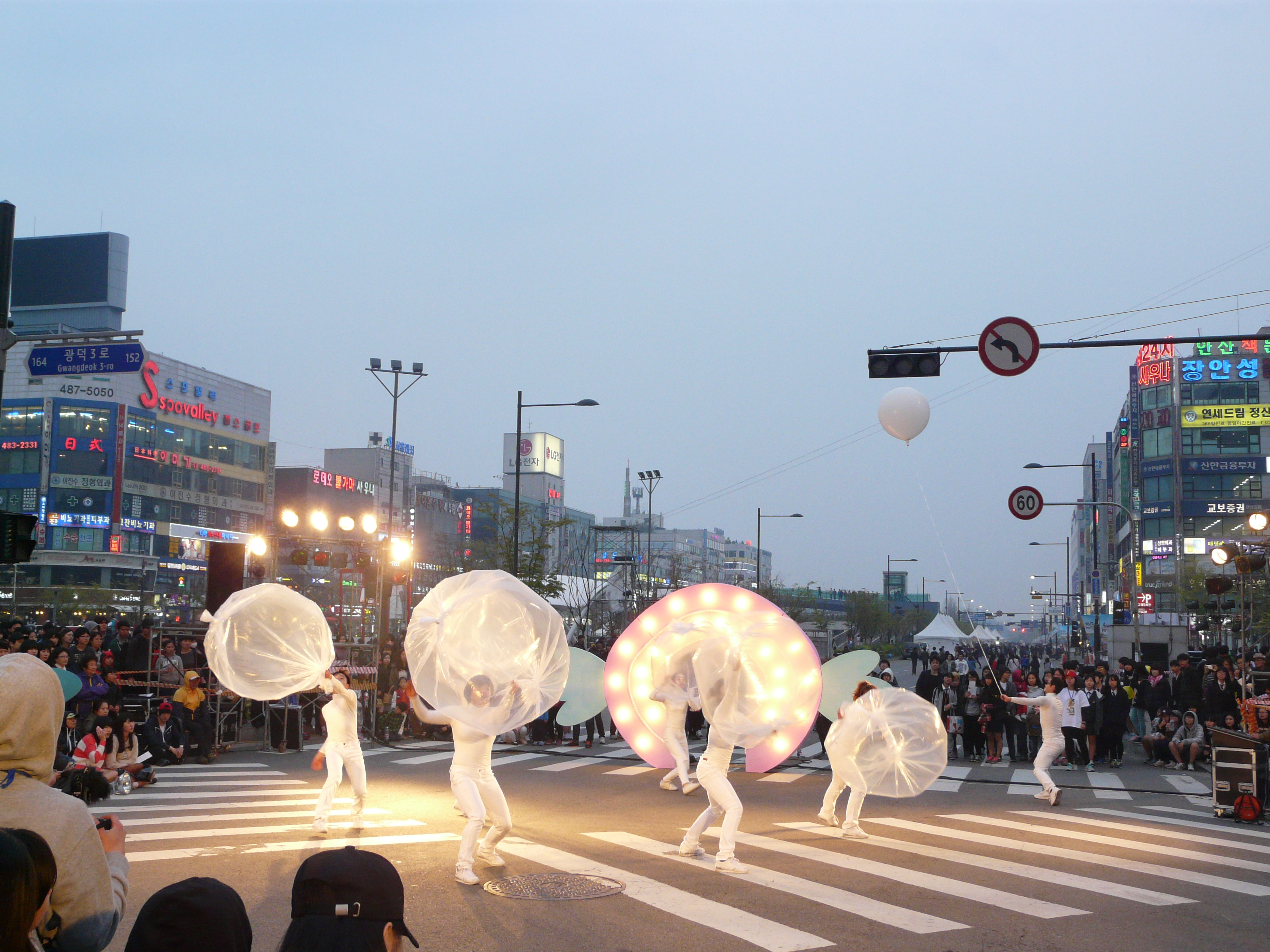
2013년 안산국제거리극축제
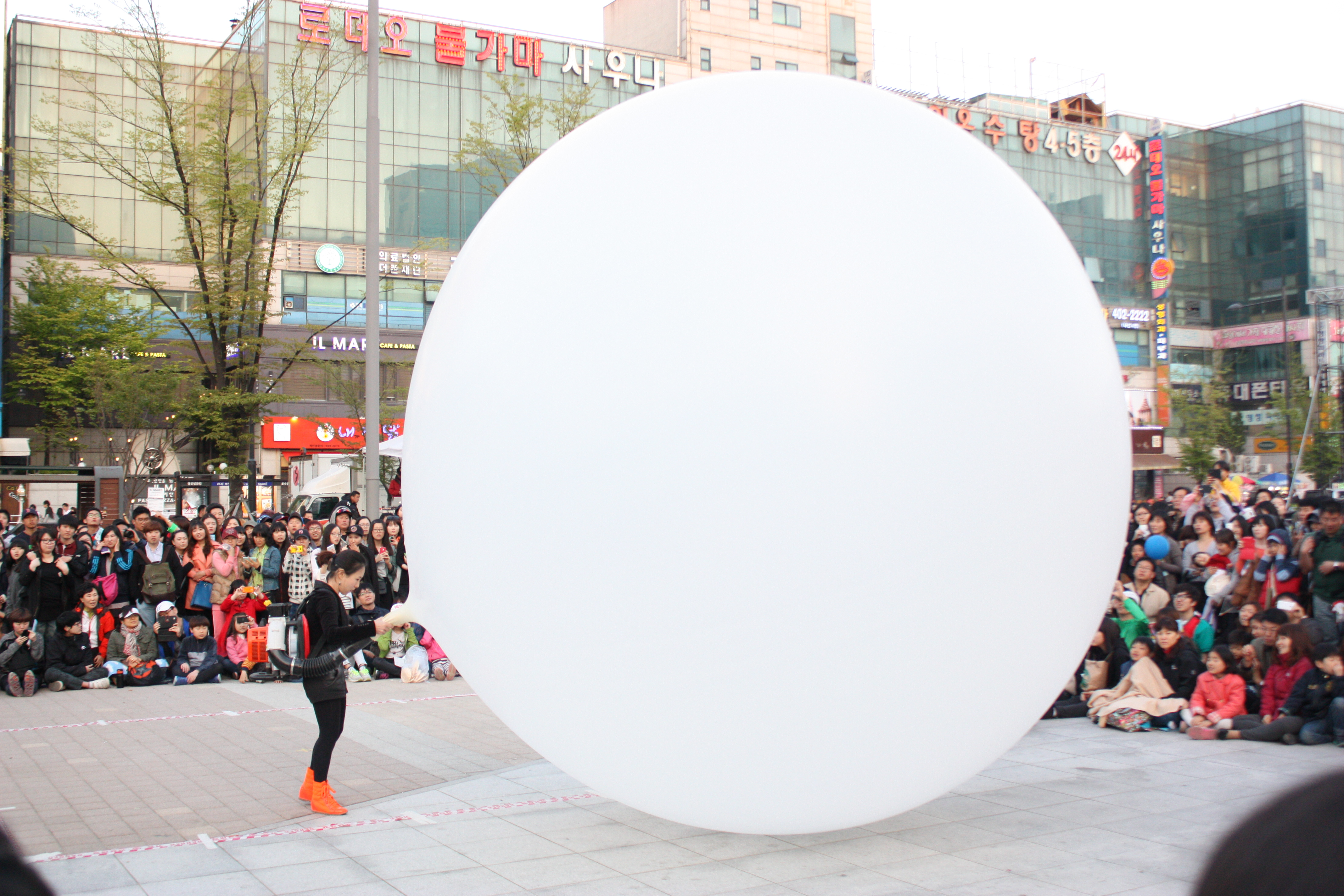
2015년 안산국제거리극축제